# José de Araújo Aragão Bulcão
José de Araújo Aragão Bulcão, segundo barão com grandeza de São Francisco (Província da Bahia, 1795 – Província da Bahia, 17 de maio de 1865), foi um político brasileiro.
Era filho do 1.º barão de São Francisco; casou-se com Ana Rita Cavalcanti de Aragão Bulcão. Era capitão-mor na vila de São Francisco do Conde, tendo combatido na Independência da Bahia.
Foi deputado provincial em diversas legislaturas na Bahia. Era comendador da Imperial Ordem de Cristo e da Imperial Ordem da Rosa.
Foi agraciado barão em 1829, pouco após a morte do pai.